# نظام برمجة كلو
نظام برمجة كلو، هي لغة برمجة تم إنشاؤها في معهد ماساتشوستس للتكنولوجيا من قبل باربرا ليسكوف وطلابها بين عامى 1974 و 1975. حين لم تجد استخداماً موسعاً، قامت بتقديم العديد من الخصائص التي يتم إستخدامها على نطاق واسع الآن، و تعد خطوة في تطوير البرمجة الشيئية.